# Pharbitis lindheimeri
Pharbitis lindheimeri là một loài thực vật có hoa trong họ Bìm bìm. Loài này được (A. Gray) Small miêu tả khoa học đầu tiên năm 1903.